# Golfo da Califórnia
(en) Gulf of California
Imagem de satélite
O golfo da Califórnia no México (também conhecido como mar de Cortés, mar de Cortez ou mar Bermejo), é um corpo de água que separa a península da Baixa Califórnia da área continental do resto do território do México. 

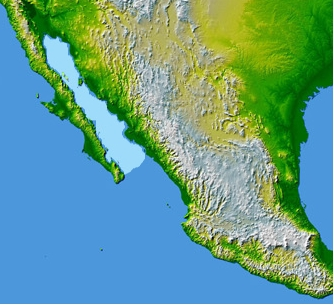
Localização do golfo da Califórnia (mar de Cortés)

É cercada pelos estados de Baja California, Baja California Sur, Sonora e Sinaloa.
A designação golfo da Califórnia predomina na maioria dos atuais mapas no idioma inglês. A designação mar de Cortez é preferida pelos mexicanos, os habitantes locais.
O golfo abriu-se há cerca de 5,3 milhões de anos, permitindo que o rio Colorado desagúe no oceano. A maior ilha neste corpo de água é a ilha Tiburón, com 1 200 km².

Recentemente, foi encontrado nesse lugar um tubarão-ciclope.